# Ліхтерфельде
Ліхтерфельде (нім. Lichterfelde) — місцевість у районі Штегліц-Целендорф у Берліні, Німеччина. До 2001 року він був частиною колишнього району Штегліц разом із Штегліцом і Ланквіцом. Район межує на сході зі Штегліцем та Далемом, а на заході — з Целендорфом та Ланквіцем. Усередині району виділяють також 4 частини: Гізенсдорф (нім. Giesensdorf), Ліхтерфельде-Зюд (нім. Lichterfelde Süd), Ліхтерфельде-Ост (нім. Lichterfelde Ost) та Ліхтерфельде-Вест (нім. Lichterfelde West). У Ліхтерфельде розташовані такі інституції, як Берлінський ботанічний сад і музей, Федеральна розвідувальна служба Німеччини (BND), Федеральний архів Німеччини і кампус Бенджаміна Франкліна при університетській лікарні Шаріте. Чимало посольств і будівель, які охороняються пам'ятками, розташовані в заможному особняку на заході Ліхтерфельде.

## Історія
Прусське село Ліхтервельде було засноване в XIII столітті фламандськими поселенцями. Значного зростання воно зазнало в XIX столітті, коли були засновані дві «віл-колонії» Ліхтерфельде-Захід і Ліхтерфельде-Ост: елегантні поселення для багатих берлінців, які повністю складалися з вілл або особняків. Ці поселення та історичні села Ліхтерфельде та Гізенсдорф були об'єднані в 1880 році під назвою Грос-Ліхтерфельде (Великий Ліхтерфельде).
У 1882 році Ліхтерфельде обрали місцем розташування головної військової академії Пруссії (нім. Preußische Hauptkadtenanstalt) і район став домом для багатьох відомих сімей німецького дворянства завдяки їхнім зв'язкам з прусською армією. Перша у світі комерційно успішна електрифікована трамвайна лінія Гросс-Ліхтерфельде була відкрита між залізничною станцією Ліхтерфельде-Ост і Гаупткадеттенанштальт у 1881 році.
У 1920 році Ліхтерфельде став частиною Великого Берліна. Між 1920 і 1933 роками колишня військова академія в Ліхтерфельде використовувалася берлінською поліцією. З 1933 по 1945 роки територія військової академії була штаб-квартирою Лейбштандарте-СС «Адольф Гітлер». У той самий період антинацистська група опору Крайзау, яка оточувала графа Пітера Йорка фон Вартенбурга та Гельмута Джеймса фон Мольтке, проводила свої таємні зустрічі у квартирі Вартенбурга на Гортензіенштрасе, 50, Ліхтерфельде-Вест, за часи правління Третього Рейху. Генерал-полковник Людвіг Бек мав свій будинок на Goethestraße 24 у Lichterfelde-Ost. У 1942—1945 роках у Ліхтерфельде знаходився підтабір концтабору Заксенгаузен. Було відомо про сім спроб втечі, п'ять з яких були успішними.
З 1945 по 1994 рік Hauptkadettenanstalt використовувався Берлінською бригадою американської армії як «казарми Ендрюса». Сьогодні він належить Німецькому федеральному архіву зі штаб-квартирою в Кобленці. Дві інші фонди «казарми Рузвельта» в Гардесхютцен-Казерне (колишня база гвардійського стрілецького батальйону прусської армії) і «казарми Макнейра», колишній виробничий завод Telefunken на Ґерзаллі, розташовані неподалік.
У той час як Ліхтерфельде-Ост частково був сильно пошкоджений під час Другої світової війни, Ліхтерфельде-Вест в основному залишився недоторканим і сьогодні є одним із головних житлових районів Берліна. У районі Ліхтерфельде також розташовані ботанічний сад Берліна-Далем і ботанічний музей, а також кампус Бенджаміна Франкліна, побудований у 1968 році, який сьогодні є частиною університетської лікарні Шаріте.

## Відомі особистості
- Нільс Зееталер — німецький культурний антрополог
- Рольф Йоганнессон — німецький військово-морський діяч, контрадмірал крігсмаріне і бундесмаріне

## Галерея

Розташування Ліхтерфельде на схемі Берліна
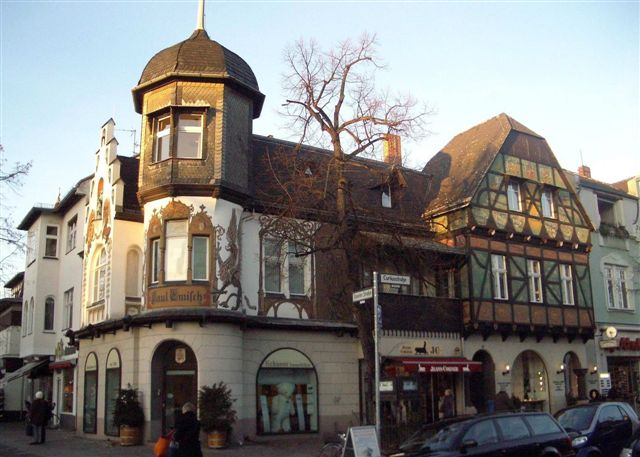
Вілла Берлін Ліхтерфельде Вест Westbazaar, так званий «Emisch House»
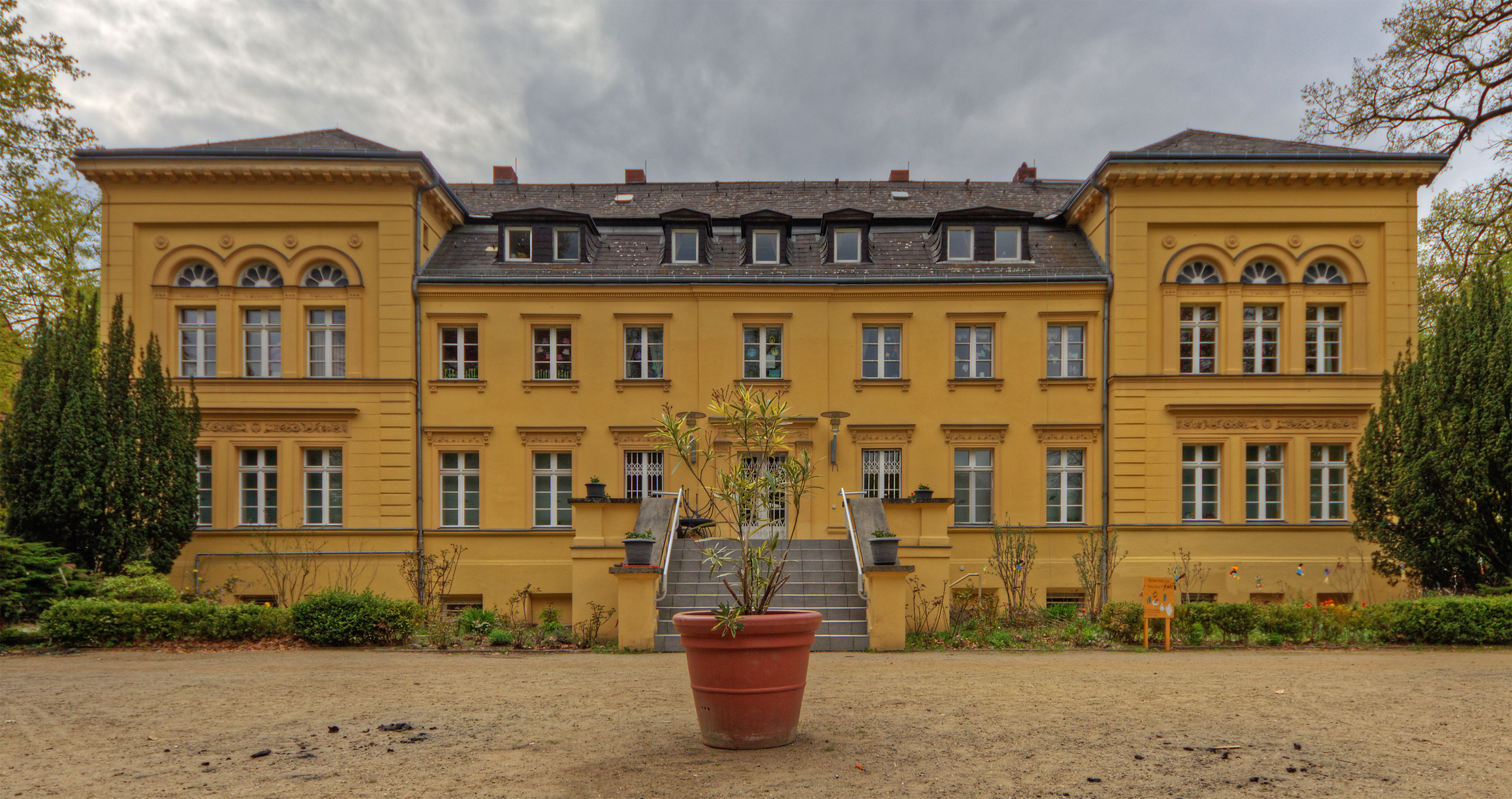
Колишня садиба Ліхтерфельде
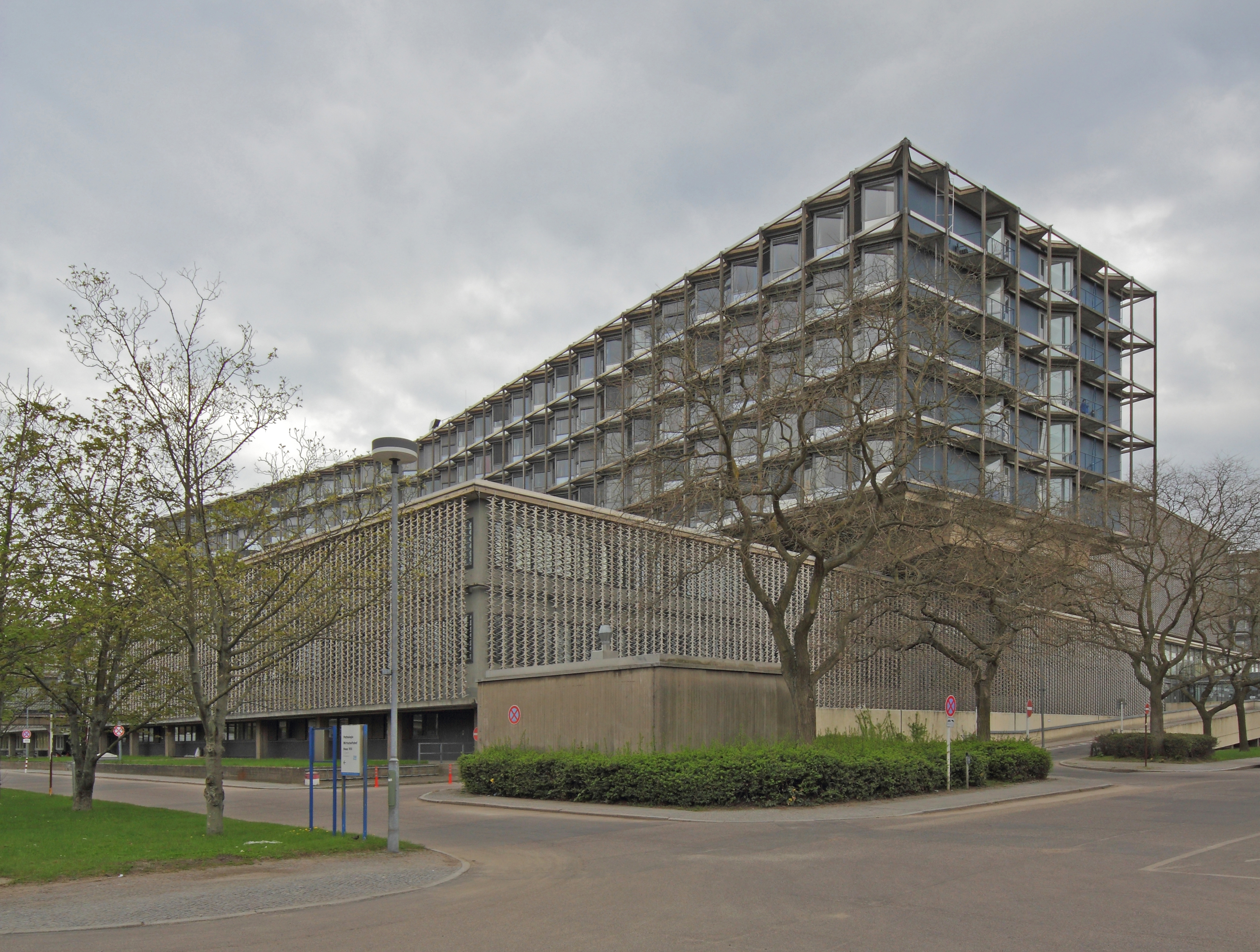
Клініка Шаріте
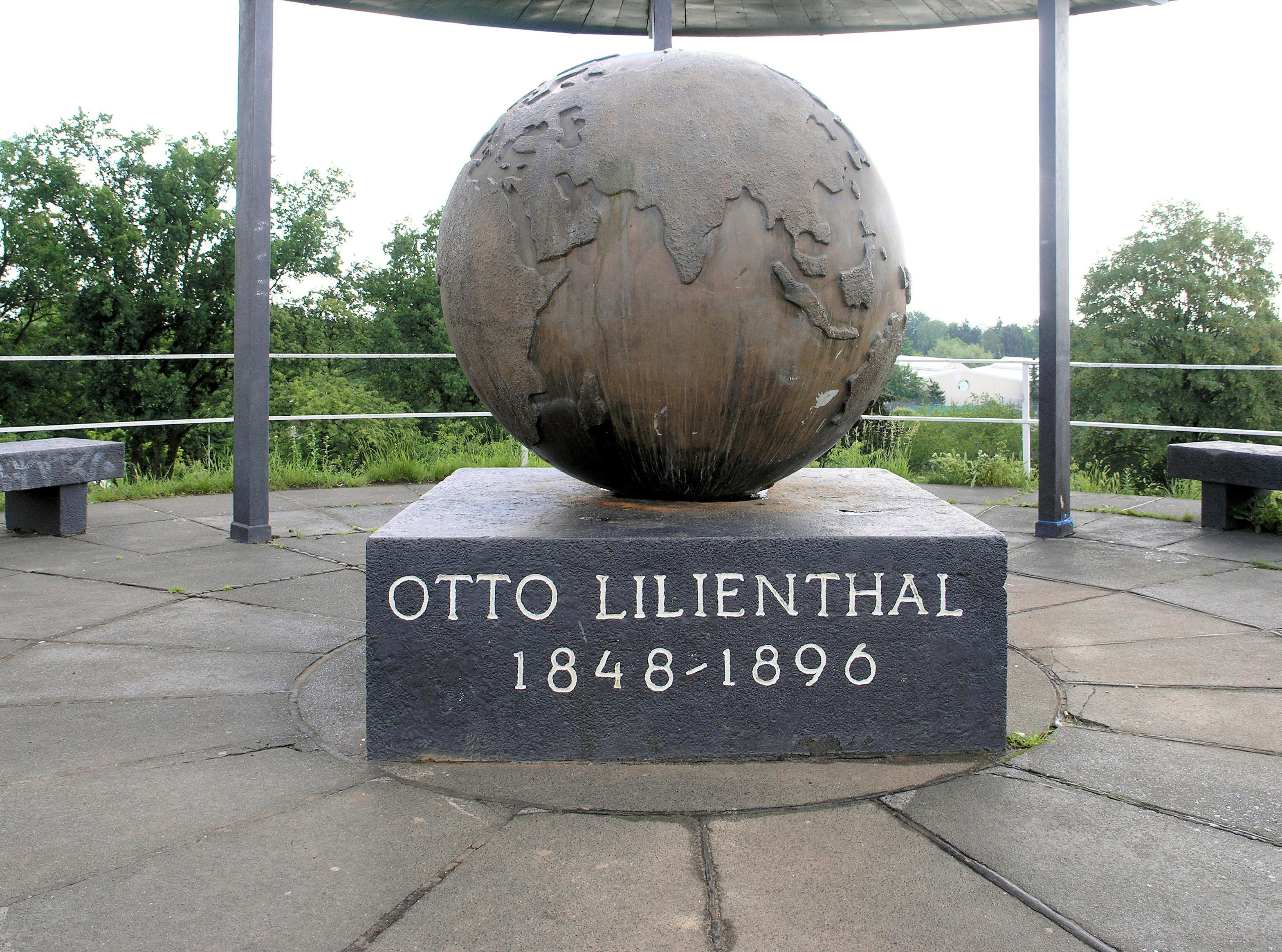
Меморіальна дошка
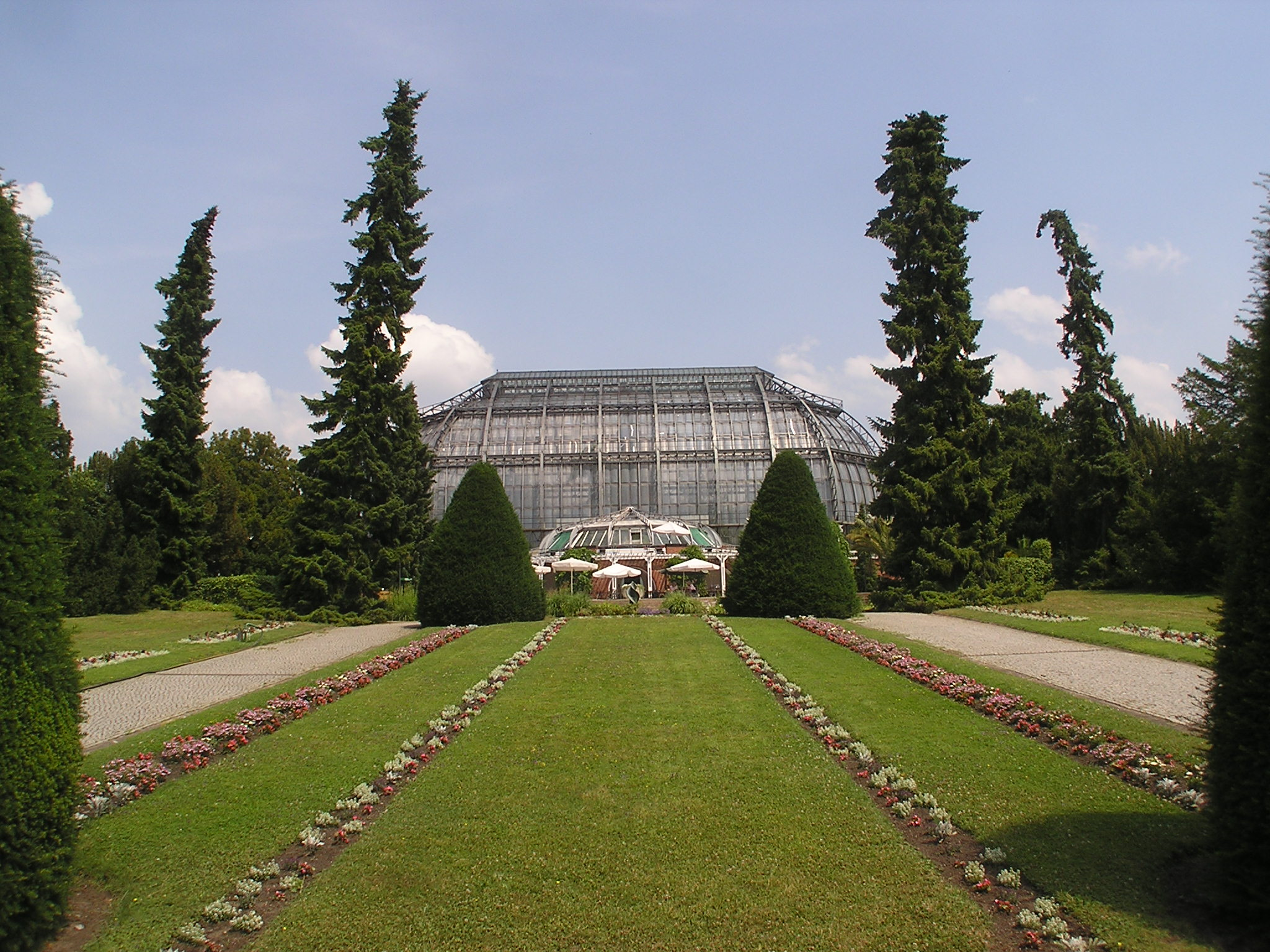
Берлінський ботанічний сад і ботанічний музей
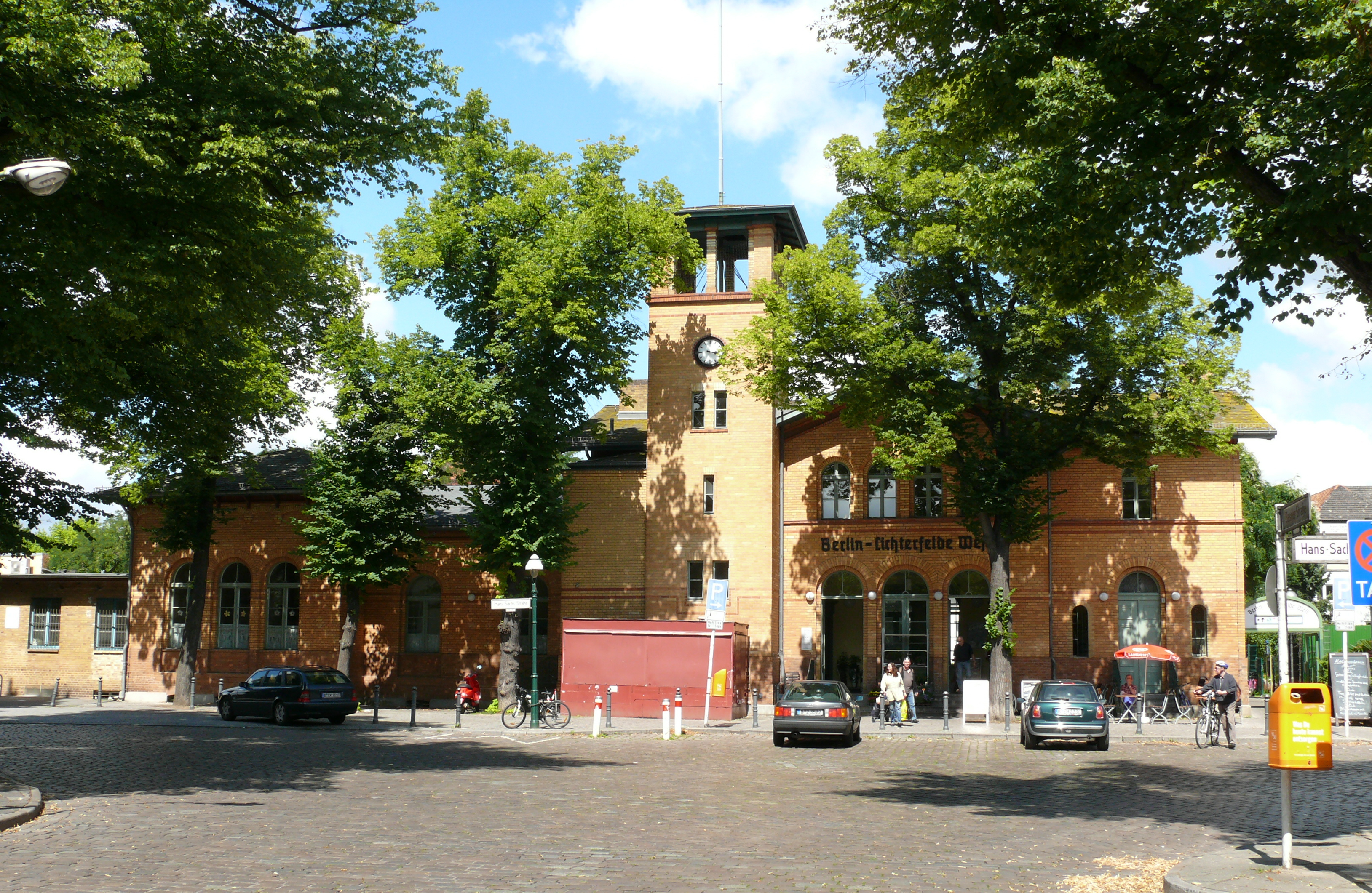
Залізнична станція Берлін-Ліхтерфельде Ліхтерфельде-Вест
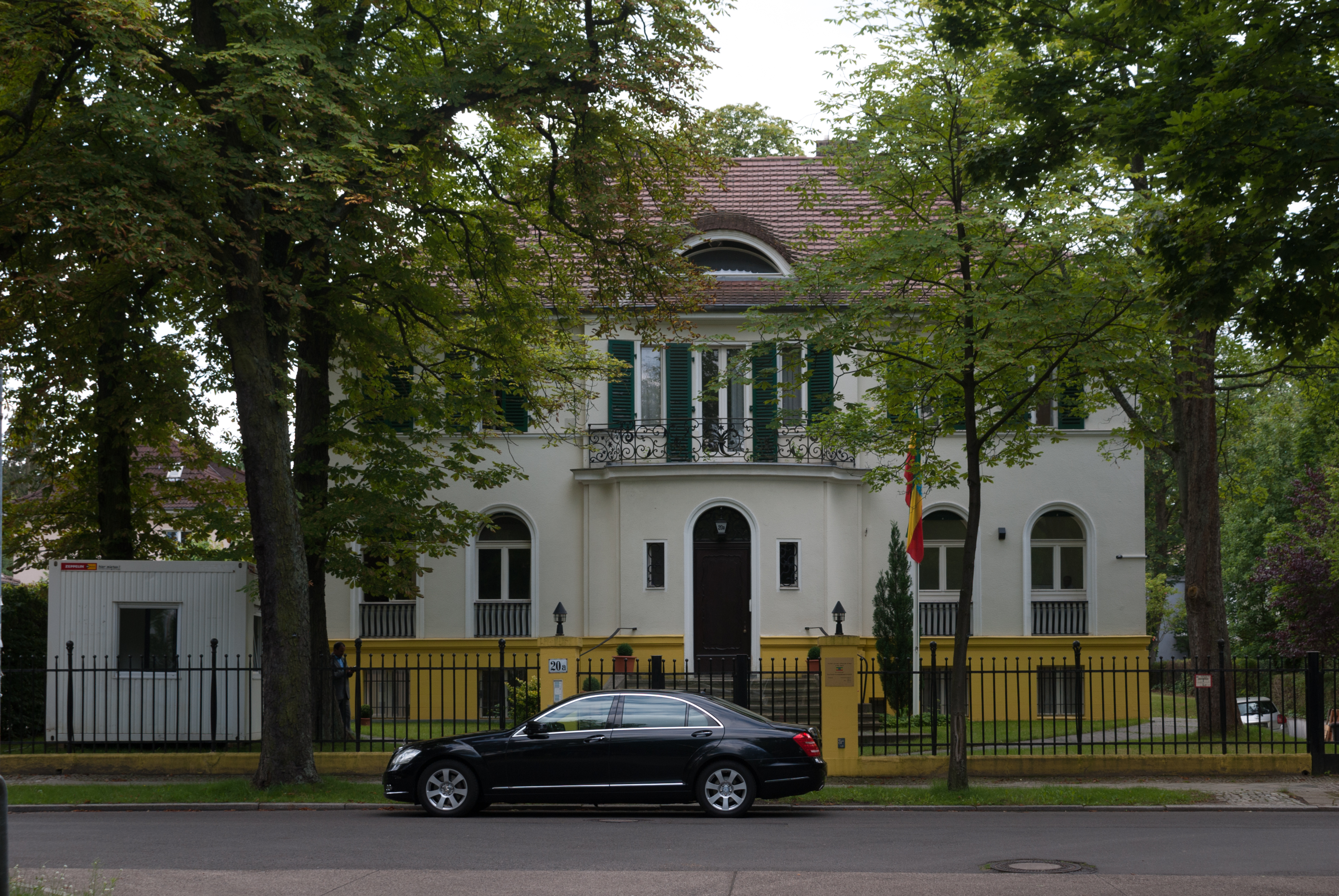
Посольство Ефіопії